# مالگراته
مالگراته (به ایتالیایی: Malgrate) یک کومونه در ایتالیا است که در استان لکو واقع شده‌است.

## خصوصیات
مالگراته ۲٫۰ کیلومترمربع مساحت و ۴٬۲۳۳ نفر جمعیت دارد و ۲۳۱ متر بالاتر از سطح دریا واقع شده‌است.

## خواهرخوانده
شهر لاوارونه خواهرخواندهٔ مالگراته هست.